# ザ・プラン9
ザ・プラン9（ザ・プランナイン）は、吉本興業所属の6人組お笑いグループ。2001年4月結成。M-1グランプリ2006ファイナリスト。

## メンバー
お〜い!久馬（おーいきゅうま、1972年7月22日 - ）（53歳）
結成初期からのメンバーであり、リーダー。

浅越 ゴエ（あさごえ ゴエ、1973年12月20日 - ）（51歳）
結成初期からのメンバー。

ヤナギブソン（1976年3月25日 - ）（49歳）
2002年4月加入。当初は他のメンバーより芸歴が短かったため吉本側から正式加入を認められず、言わばサポートメンバーのような扱いだった。

コヴァンサン（1975年9月30日 - ）（49歳）
2020年10月加入。コンビ「チョップリン」としても活動している。

きょうくん（1976年2月23日 - ）（49歳）
2020年10月加入。コンビ「チョップリン」としても活動している。

爆ノ介（ばくのすけ、1979年6月10日 - ）（46歳）
2020年10月加入。「カバと爆ノ介」の解散後、しばらくの間ピン芸人として活動していた。

### 元メンバー
鈴木 つかさ（すずき つかさ、1972年8月29日 - ）（52歳）
結成初期からのメンバー。2008年2月28日脱退。

なだぎ 武（なだぎ たけし、1970年10月9日 - ）（54歳）
2002年4月加入、2015年5月17日脱退。

### その他メンバー
覚王山（かくおうざん、1971年5月21日 - ）（54歳）構成作家。
大阪府大阪市福島区生まれ、本名：寺本 覚（てらもと かく）。
芸名は「たまたま通った名古屋の地名と本名のコラボ」らしい。なお、覚王山は名古屋市千種区にある覚王山日泰寺や地下鉄覚王山駅の周辺を指す地名。
ザ・プラン9の単独ライブにのみ現れる「影の構成員」であり、プラン9担当の構成作家である。初期は突如として舞台に現れてアメリカンジョークなどの小咄をして去っていく、という謎の残る出演が多かったが、久馬が多忙な折には本公演の脚本、演出を手掛けることが増えた。
本業の構成作家、放送作家としては数々のテレビやラジオ、舞台に携わっている（『ゴー傑P』（毎日放送。使者として不定期出演）、『上泉雄一のええなぁ!』（毎日放送）、『麒麟・千鳥の二笑流TV』（GAORA）、『吉本☆ぐいピコ!』（KBS京都）、若手主催の新喜劇の脚本、舞台『パンク侍、斬られて候』脚本補佐、他）。
ロンドンに留学経験があり、英語が堪能。阪神タイガースの大ファン。2005年7月に結婚。
イメージカラーは黄。担当惑星は木星。
レギュラー
結成当初は第7回公演までサポートメンバーとして参加していた。

## 来歴
- 2001年4月、それぞれグループを解散した久馬・鈴木・浅越により結成。baseよしもとの主力メンバーとなる。
- 2002年4月、なだぎ・ヤナギブソンが加入して5人組体制になる。
- 2003年7月、baseよしもと卒業。同年8月よりうめだ花月を中心に活躍。
- 2004年、第34回NHK上方漫才コンテストにて優秀賞受賞。
- 2006年、『M-1グランプリ2006』にて決勝戦進出。2人組以外のグループ・ユニットで決勝戦進出を果たしたのは2025年現在でも彼らのみ。また、当時のメンバーであったなだぎの決勝戦進出時の芸歴「17年目」という記録も当時は最長で、2017年に村田秀亮（とろサーモン）が19年目で決勝戦進出を果たすまで破られていなかった[4]。ネタ後、審査員の南原清隆（ウッチャンナンチャン）からは「設定自体は“天使と悪魔”で非常にオーソドックスなんですけども、5人がやると全然違うように見えるんで、それが見ていて面白かったですね。もうちょっと5人ならではの（方向性）が見えてくると、もっと凄くなるような可能性があります」と5人でのスタイルが高評価を受けたが、最終結果は7位に終わった。なお、『キングオブコント』は2008年から出場しているが、決勝戦進出は果たせていない。
- 2008年2月、他メンバーとの方向性の違いを理由に鈴木が脱退。
- 2015年5月、なだぎが脱退してトリオになる。
- 2016年3月、結成15周年を記念してメンバー増員計画を発表[5]。
- 2020年10月23日、大阪なんばグランド花月にて開催の単独ライブ『3543』公演中に新メンバーをお披露目。コンビ「チョップリン」のコヴァンサン・きょうくん、ピン芸人の爆ノ介の加入が発表され、ザ・プラン9史上初の6人組となった[6]。

## 特徴
- 演劇のようなコントを持ち味とし、“本公演”と呼ばれるライブは芝居をメインとした2時間公演である。本公演の他に各メンバーがプロデュースする『THE PLANET9』という、コントが主体となった単独ライブも行っている。
- テレビ・舞台ではメンバー全員での漫才も演じる。ネタはヤナギブソン以外の全員が一体となって行うボケや、次々に畳み掛けるボケに対してヤナギブソン1人がツッコむというスタイル。
- オリジナルメンバー全員がピン芸人としてのスキルも持っており、浅越となだぎに関してはピン芸人の頂点を決める『R-1ぐらんぷり』にて優勝及び『S-1バトル』月間チャンピオン獲得を果たしている。

## 賞レース成績・受賞歴など

### M-1グランプリ
2006年では結成年が「2002年」とされていたが、大会復活後に「2001年4月」に修正された。
| 年     | 結果         | エントリーNo. | 決勝戦キャッチコピー | 備考                               |
| ------ | ------------ | ------------- | -------------------- | ---------------------------------- |
| 2003年 | 準決勝敗退   |               |                      |                                    |
| 2004年 | 準決勝敗退   |               |                      |                                    |
| 2005年 | 準決勝敗退   |               |                      |                                    |
| 2006年 | 決勝7位      | 3882          | 5人の漫才革命児      | 史上初のコンビ以外のファイナリスト |
| 2007年 | 準決勝欠場   |               |                      | 敗者復活戦も欠場                   |
| 2008年 | 不参加       |               |                      |                                    |
| 2009年 | 不参加       |               |                      |                                    |
| 2010年 | 不参加       |               |                      | 規定上のラストイヤー               |
| 2015年 | 準々決勝敗退 | 1153          |                      | 一部メンバーが脱退してから初の出場 |
| 2016年 | 準々決勝敗退 | 1729          |                      | 2度目のラストイヤー                |

### キングオブコント
| 年     | 結果         | 備考                                            |
| ------ | ------------ | ----------------------------------------------- |
| 2008年 | 準決勝敗退   | 2014年までは4人組での出場                       |
| 2009年 | 準決勝敗退   |                                                 |
| 2010年 | 準決勝敗退   |                                                 |
| 2011年 | 準決勝敗退   |                                                 |
| 2012年 | 準決勝敗退   |                                                 |
| 2013年 | 準決勝敗退   |                                                 |
| 2014年 | 準決勝敗退   |                                                 |
| 2015年 | 準決勝敗退   | この年からトリオでの出場                        |
| 2016年 | 2回戦敗退    |                                                 |
| 2017年 | 準々決勝敗退 | この年から無条件で1回戦免除                     |
| 2018年 | 準々決勝敗退 |                                                 |
| 2019年 | 準々決勝敗退 |                                                 |
| 2020年 | 不参加       |                                                 |
| 2021年 | 準々決勝敗退 | この年から6人組での出場、それに伴いシード権喪失 |
| 2022年 | 準々決勝敗退 |                                                 |
| 2023年 | 準々決勝敗退 |                                                 |
| 2024年 | 準決勝敗退   | 6人組になってから初の準決勝進出                 |

### その他（成績）
- 2024年 THE SECOND 〜漫才トーナメント〜2024 選考会敗退

## 主な出演番組
- オールザッツ漫才（毎日放送）
- エンタの神様（日本テレビ）
  - キャッチコピーは「新笑いの5人囃子」→「新コメディーの5人噺子」。
  - 鈴木脱退後のキャッチコピーは「四峰のコメディー組（ユニット）」
  - なだぎのみのキャッチコピーは「至高のややこしや」→「舞い踊るキャラの百貨店（デパート）」
  - 浅越のみのキャッチコピーは「お笑いニュースキャスター」
  - ヤナギブソンのみのキャッチコピーは「ザ・プラン9のCF（センターフォアード）」
- 爆笑オンエアバトル（NHK）戦績0勝2敗 最高285KB
  - 久馬・鈴木・浅越時代の2001年、なだぎ・ヤナギブソン加入後の2004年に出場。
- 笑いの金メダル（朝日放送）
- 登龍門F（フジテレビ）「お笑い登龍門」
- ザ・プラン9のお〜きなアナ（ABCラジオ、2007年4月 - ）
- 爆笑レッドカーペット（フジテレビ）久馬以外全員がピンで出演（各々の詳細とキャッチコピーは本人の項を参照）。
- メッセ弾（テレビ大阪）
- 爆笑レッドシアター（フジテレビ）

## DVD

### 単独DVD
- 「サークルS」（2004年2月25日）収録日:2003年12月12日
- 「西暦二〇〇X年四月一日、禁洒法ヲ施行スル。」（2004年8月11日）収録日:2004年4月
- 「The Ten-Show」（2005年1月26日）収録日:2004年8月28日
  - 表紙イラスト：南勝久
- 「弁斗とジェッ太〜大阪ブレインドレイン〜」（2005年5月18日）収録日:2004年12月
  - 客演：竹中絵里（現・幸田恵里）
- 「THE PLANET9 Earth 見晴らしのええマンション〜コントstyle〜」（2005年6月22日）収録日:2003年2月
- 「こわがり」（2005年10月26日）
- 「アオいアオいアオい空」（2006年1月25日）収録日:2005年8月
  - 客演：竹中絵里、土平ドンペイ
- 「編集者 竹一平の苦悩」（2006年5月24日）収録日:2005年
  - 客演：竹中絵里
- 「7-8X4月」（2006年8月30日）収録日:2006年3月
  - 客演：平田敦子、久保田浩、竹中絵里、ジパング上陸作戦
- 「足痛いのにがんばった〜コントStyle〜」（2006年10月25日）収録日:2006年5月28日
- 「なゐ震る」（2007年3月28日）
  - 客演：ヘッドライト和田友徳
- 「銀行ノススメ」（2007年8月8日）収録日:2006年12月
  - 客演：平田敦子、武内由紀子、竹中絵里、チェリーキューピット
- 「功夫ジョン 完全版」（2007年12月5日）収録日:2007年5月
  - 表紙イラスト：川島邦裕
  - 客演：藤谷文子、腹筋善之助、平山昌雄
- 「THE PLANET9 Earth〜コントStyle〜 鍛えるぞ!鍛えるぞ!」（2008年5月21日）収録日:2007年8月19日
- 「仇男」（2008年9月24日）収録日:2008年2月8日ワッハホール
  - 脚本:演出:久馬 歩
  - VTR出演：アジアン隅田美保
- 「室内の人々（お誕生日壊/a room）」（2009年1月28日）収録日:2008年4月27日ワッハホール
  - お誕生日壊:脚本:ヤナギブソン 演出：覚王山
  - a room:脚本:演出:久馬　歩
- 「THE PLAN9 ウルグアイから来た男〜ネタツアー〜」（2009年6月24日）収録日:2008年8月27日なんばグランド花月
- 「SLIDE AWAY,SLIDE DOWN.」（2009年6月24日）収録日:2008年11月ABCホール
  - 脚本:演出:覚王山
  - 「ウルグアイ〜」「SLIDE AWAY,〜」はユニット初となる初回限定DVDBOXとして2枚組セット発売もされた。
- 「何かが正解です！」（2010年2月10日）収録日:2009年4月 - 5月
  - 脚本:鈴木おさむ:演出:鈴木おさむ:ザ・プラン9
  - 客演:アジアン
  - ユニット初となる、外部の作家による作品。
- 「ジンジャーエールはない！〜ネタツアー〜」(2010年8月25日)　収録日:2009年8月23日なんばグランド花月
  - 客演:Mr.オクレ

### その他
- 「ダイナマイト関西」（久馬、ヤナギブソン）
- 「バトルオワライヤル」（久馬、鈴木、浅越）
- 「緊急特別DVD 追悼ケンドーコバヤシさん」（浅越、なだぎ）
- 「日常」（浅越、なだぎ）
- 「日常〜恋の声〜」（なだぎ、ヤナギブソン）
- 「うめだ花月2周年記念DVD 永久保存版」
- 「うめだ花月2周年記念DVD A級保存版」
- 「M-1グランプリ2006完全版 史上初!新たなる伝説の誕生〜完全優勝への道〜」
- 「Base SUMMER SMILE02 OSAKA」
- 「Base SUMMER SMILE03 OSAKA」

## スペシャルコンテンツ
- 三菱・デリカD:5の販売店店頭用コンテンツに登場している。ただしなだぎはディランで登場。